# Chris Bailey (hockey sur glace)
Pour les articles homonymes, voir Chris Bailey et Bailey.
Christina Bailey, dite Chris Bailey (née le 5 février 1972 à Marietta, dans l'État de New York aux États-Unis) est une joueuse américaine  de hockey sur glace  qui évoluait dans la sélection nationale féminine en tant que défenseure.
Avec l'équipe des États-Unis de hockey sur glace féminin, elle est sacrée championne olympique en 1998 à Nagano et médaillée d'argent olympique en 2002 à Salt Lake City. Elle remporte également cinq médailles d'argent aux championnats du monde.

## Statistiques

### En club
| Saison    | Équipe               | Ligue |                            | Saison régulière           | Saison régulière           | Saison régulière           | Saison régulière           | Saison régulière           |                            | Séries éliminatoires       | Séries éliminatoires       | Séries éliminatoires       | Séries éliminatoires | Séries éliminatoires |
| Saison    | Équipe               | Ligue | PJ                         | B                          | A                          | Pts                        | Pun                        | PJ                         | B                          | A                          | Pts                        | Pun                        |                      |                      |
| 1990-1991 | Friars de Providence | NCAA  | Statistiques indisponibles | Statistiques indisponibles | Statistiques indisponibles | Statistiques indisponibles | Statistiques indisponibles | Statistiques indisponibles | Statistiques indisponibles | Statistiques indisponibles | Statistiques indisponibles | Statistiques indisponibles |                      |                      |
| 1991-1992 | Friars de Providence | NCAA  | Statistiques indisponibles | Statistiques indisponibles | Statistiques indisponibles | Statistiques indisponibles | Statistiques indisponibles | Statistiques indisponibles | Statistiques indisponibles | Statistiques indisponibles | Statistiques indisponibles | Statistiques indisponibles |                      |                      |
| 1992-1993 | Friars de Providence | NCAA  | Statistiques indisponibles | Statistiques indisponibles | Statistiques indisponibles | Statistiques indisponibles | Statistiques indisponibles | Statistiques indisponibles | Statistiques indisponibles | Statistiques indisponibles | Statistiques indisponibles | Statistiques indisponibles |                      |                      |
| 1993-1994 | Friars de Providence | NCAA  | Statistiques indisponibles | Statistiques indisponibles | Statistiques indisponibles | Statistiques indisponibles | Statistiques indisponibles | Statistiques indisponibles | Statistiques indisponibles | Statistiques indisponibles | Statistiques indisponibles | Statistiques indisponibles |                      |                      |

### En équipe nationale
| Année | Équipe     | Compétition          |   | PJ | B | A | Pts | Pun | +/-               |  | Résultat |
| 1994  | États-Unis | Championnat du monde | 5 | 0  | 1 | 1 | 2   | +12 | Médaille d'argent |  |          |
| 1997  | États-Unis | Championnat du monde | 5 | 0  | 3 | 3 | 2   |     | Médaille d'argent |  |          |
| 1998  | États-Unis | Jeux olympiques      | 6 | 0  | 1 | 1 | 4   | +7  | Médaille d'or     |  |          |
| 2000  | États-Unis | Championnat du monde | 5 | 0  | 1 | 1 | 0   | +6  | Médaille d'argent |  |          |
| 2001  | États-Unis | Championnat du monde | 5 | 5  | 3 | 8 | 4   | +13 | Médaille d'argent |  |          |
| 2002  | États-Unis | Jeux olympiques      | 5 | 1  | 2 | 3 | 0   | +3  | Médaille d'argent |  |          |